# بخش مرکزی شهرستان بهشهر

بخش مرکزی شهرستان بهشهر یکی از بخش‌های شهرستان بهشهر در استان مازندران در شمال ایران است.

## تقسیمات کشوری
- بخش مرکزی شهرستان بهشهر
  - دهستان کوهستان (بهشهر)
  - دهستان میانکاله (زاغمرز)
  - دهستان پنج هزاره

شهرها: خلیل‌شهر، رستمکلا و بهشهر

## جمعیت
بنابر سرشماری مرکز آمار ایران، جمعیت بخش مرکزی شهرستان بهشهر در سال ۱۳۹۵ برابر با ۱۵۷۰۹۷ نفر بوده‌است.